# Fakulteta za politične vede v Sarajevu
Fakulteta za politične vede (izvirno bosansko Fakultet političkih nauka u Sarajevu), s sedežem v Sarajevu, je fakulteta, ki je članica Univerze v Sarajevu.